# جیمز استرلینگ (معمار)
سر جیمز فریژر استرلینگ (به انگلیسی: Sir James Frazer Stirling) (زاده ۲۶ آوریل ۱۹۲۶ در گلاسکو - درگذشته ۲۵ ژوئن ۱۹۹۲) معمار برجسته بریتانیایی و برنده جایزه پریتزکر ۱۹۸۲ است. او یکی از مهم‌ترین و مؤثرترین معماران نیمه دوم قرن ۲۰ ام است. یکی از دلایل شهرت وی را می‌توان به خاطر شروع به زیر سؤال بردن معماری مدرن از دهه ۱۹۵۰ به بعد دانست. استرلینگ معماری را در دانشگاه لیورپول و زیرنظر کالین روو آموزش دید.

## نگارخانه

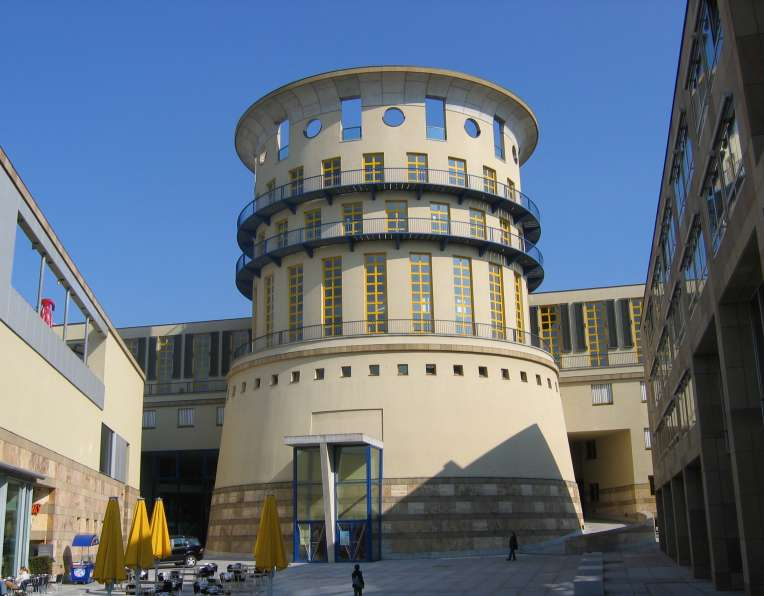
دانشگاه دولتی موسیقی و هنرهای نمایشی اشتوتگارت